# Suruí de Rondônia

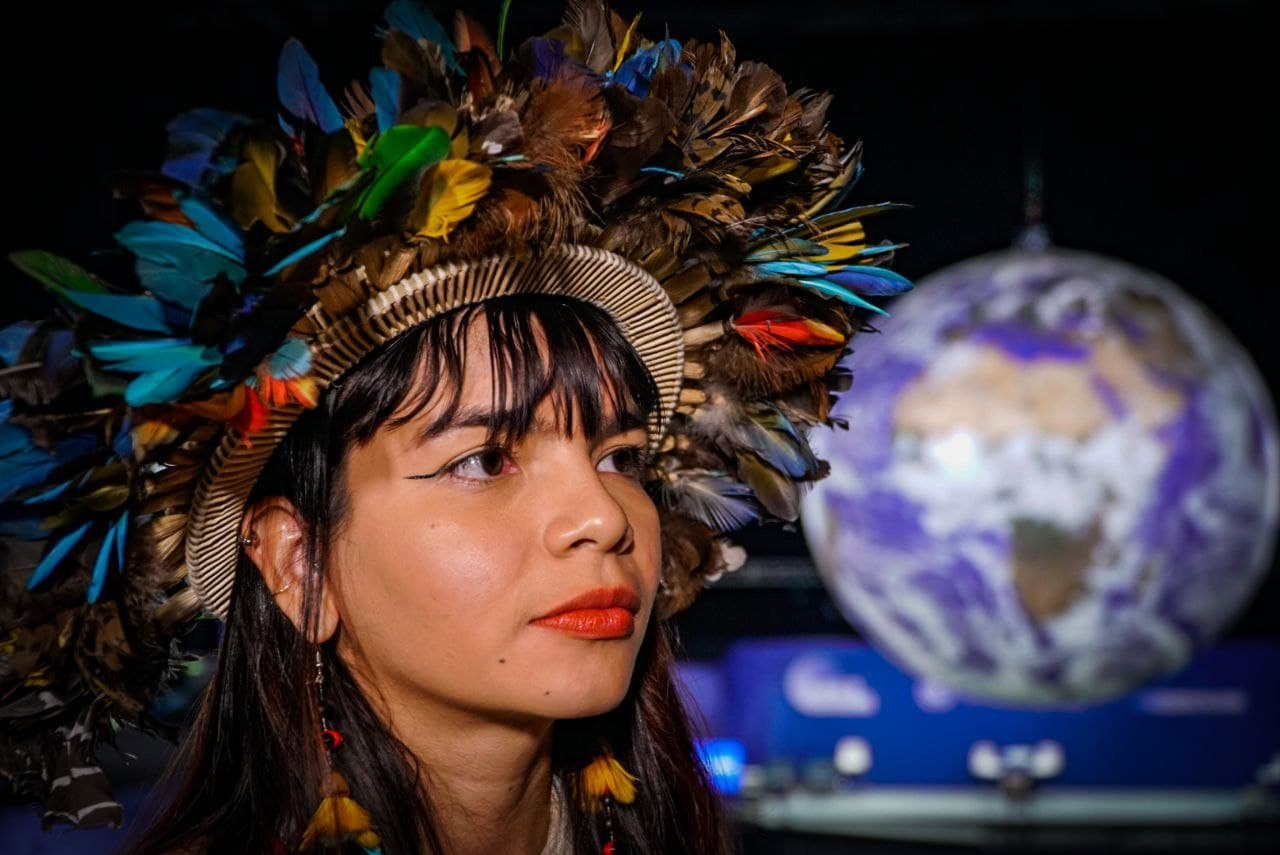
Txai Suruí é uma ativista pelos direitos dos povos indígenas do Brasil.

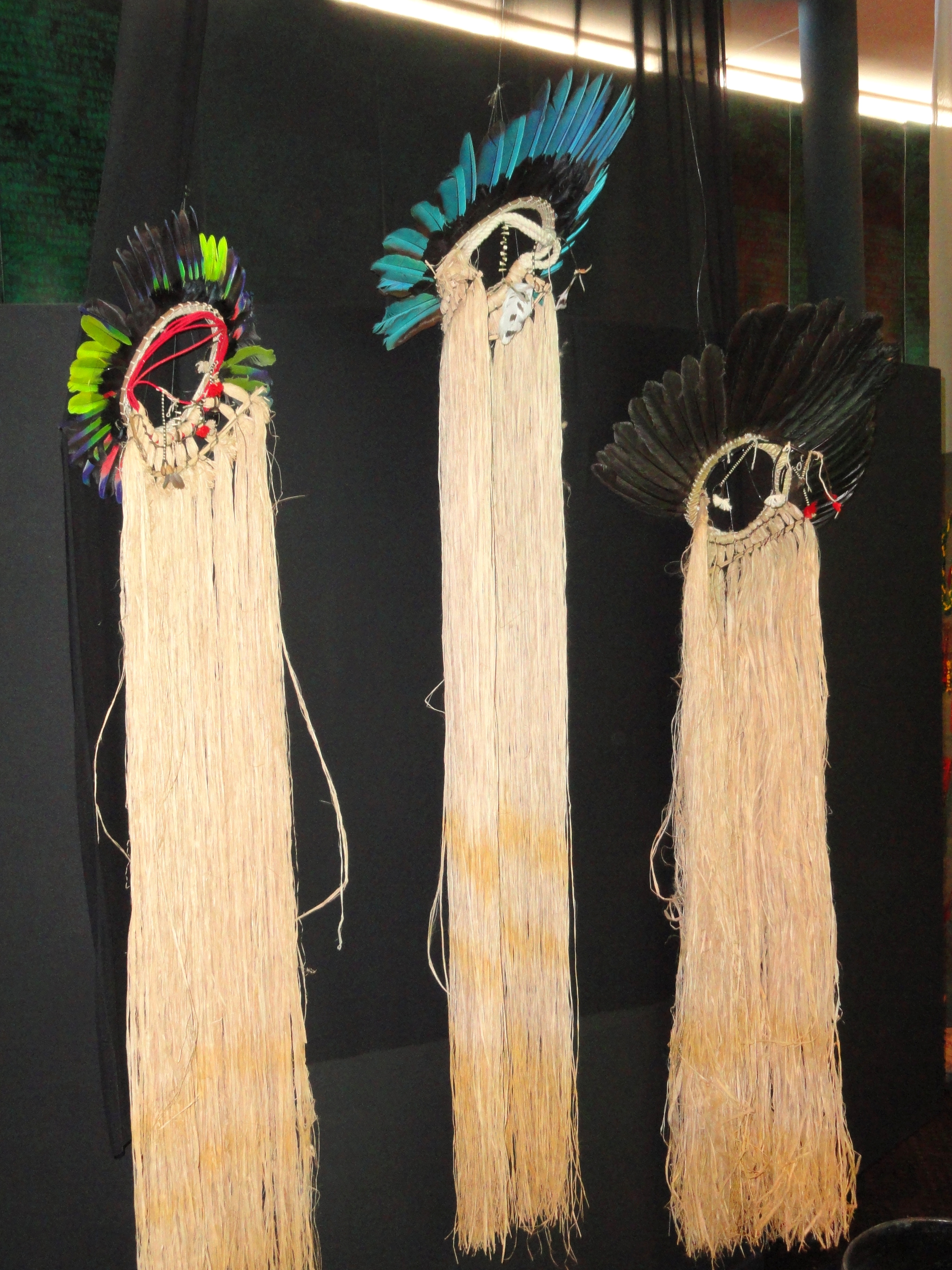
Adereços dos Suruí-Paiter em exposição no Memorial dos Povos Indígenas

Os suruís são um grupo indígena brasileiro dos estados de Rondônia e Mato Grosso. Eles se autodenominam paiter, que significa "gente de verdade, nós mesmos". Falam a língua paiter-suruí, que pertence à família linguística mondé e ao grupo linguístico tupi.
Vivem na Terra Indígena Sete de Setembro, que se localiza nos municípios de Cacoal, em Rondônia e de Rondolândia, em Mato Grosso. Esta Terra Indígena é banhada pela bacia do rio Branco, afluente do rio Roosevelt e que se forma a partir da junção dos rios Sete de Setembro e Fortuninha. Os principais afluentes do rio Branco que drenam a área são o Ribeirão Grande, rio Fortuninha e o Fortuna, na margem direita. Na margem esquerda há os rios Igapó (nomeado pelos Paiter), rio São Gabriel e outros sem denominação.[carece de fontes?]
O primeiro registro de contato com o homem branco aconteceu em 1969 e logo chegaram as doenças, o alcoolismo e outros males que reduziram a população da tribo de quase 5 000 para pouco mais de 250 pessoas. Segundo os índios, a reserva é alvo de madeireiras. Por isso, eles têm usado a internet para denunciar o avanço do desmatamento.
Os paiter-suruís sobrevivem da caça, da pesca, da coleta de produtos da floresta e da agricultura. Os homens são responsáveis pela caça e pela preparação do terreno para as lavouras. As mulheres cuidam das crianças, cozinham e fazem cerâmicas e cestarias. Ambos os sexos plantam e pescam. Apesar das pressões que sofrem por parte dos não índios, que têm contribuído para diversas mudanças no grupo, os Paiter ainda mantêm muito das suas tradições, tanto no que diz respeito à cultura material quanto aos aspectos cosmológicos, que se relacionam com a cultura de outros grupos mondés.[carece de fontes?]